# Franklyn Ajaye
Franklyn Ajaye (Brooklyn, 13 maggio 1949) è un attore statunitense.

## Filmografia parziale

### Cinema
- Car Wash, regia di Michael Schultz (1976)
- Convoy - Trincea d'asfalto (Convoy), regia di Sam Peckinpah (1978)
- Nessuno ci può fermare (Stir Crazy), regia di Sidney Poitier (1980)
- La febbre del successo - Jazz Singer (The Jazz Singer), regia di Richard Fleischer (1980)
- Dal college con furore (Fraternity Vacation), regia di James Frawley (1985)
- L'erba del vicino (The 'Burbs), regia di Joe Dante (1989)
- American Yakuza, regia di Frank A. Cappello (1993)
- La regina dei dannati (Queen of the Damned), regia di Michael Rymer (2002)
- Le amiche della sposa (Bridesmaids), regia di Paul Feig (2011)

### Televisione
- Barney Miller – serie TV (1975)
- La donna bionica (The Bionic Woman) – serie TV (1978)
- Chico and the Man – serie TV (1983)
- 227 – serie TV (1989)
- Le isole dei pirati (Pirate Islands) – serie TV (2003)
- Deadwood – serie TV (2005-2006)
- Deadwood - Il film (Deadwood: The Movie) – film TV (2019)